# Konwencja AETR
Konwencję AETR (z francuskiego "Accord Européen sur les Transports Routiers") stosuje się dla międzynarodowego transportu drogowego wykonywanego w części poza obszarami: Unii Europejskiej, państwami Europejskiego Obszaru Gospodarczego oraz państwami będącymi stronami umowy AETR. Dotyczy ona zasad zatrudniania kierowców wykonujących przewozy międzynarodowe, czasu pracy, oraz jego ewidencji. Polska przystąpiła do AETR w 1992 roku.